# Juhani Ojala
Juhani Ojala (ur. 19 czerwca 1989 w Vantaa) – piłkarz fiński grający na pozycji środkowego obrońcy. Od 2021 roku jest zawodnikiem  Motherwell.

## Kariera klubowa
Karierę piłkarską Ojala rozpoczynał w HJK Helsinki. W latach 2008–2009 grał w rezerwach tego klubu, grających w drugiej lidze fińskiej pod nazwą Klubi-04. 21 września 2008 zadebiutował w pierwszej lidze Finlandii w barwach HJK w wygranym 3:1 wyjazdowym meczu z Myllykosken Pallo -47. W latach 2009–2011 wywalczył z HJK trzy tytuły mistrza Finlandii. Z kolei w 2008 i 2011 roku zdobył Puchar Finlandii.
Latem 2011 Ojala zmienił klub i podpisał kontrakt ze szwajcarskim BSC Young Boys z Berna. W Swiss Super League swój debiut zanotował 27 października 2011 w zremisowanym 0:0 wyjazdowym meczu z Neuchâtel Xamax. W 2013 Ojala przeszedł do Tereku Grozny. W 2015 był z niego wypożyczony do HJK. W 2016 grał w Seinäjoen Jalkapallokerho, a w 2017 trafił do BK Häcken. 
W 2019 został zawodnikiem Vejle BK. W 1. division zadebiutował 29 września 2019 w wygranym 3:2 meczu z Næstved BK. W sezonie 2019/20 wywalczył wraz z drużyną awans do Superligaen.
29 lipca 2021 przeszedł do szkockiego Motherwell.
| Sezon   | Klub                | Kraj       | Rozgrywki     | Mecze | Bramki |
| ------- | ------------------- | ---------- | ------------- | ----- | ------ |
| 2007    | Klubi-04            | Finlandia  | Ykkönen       | ?     | ?      |
| 2008    | HJK Helsinki        | Finlandia  | Veikkausliiga | 1     | 0      |
| 2008    | Klubi-04            | Finlandia  | Ykkönen       | ?     | ?      |
| 2009    | HJK Helsinki        | Finlandia  | Veikkausliiga | 4     | 0      |
| 2010    | HJK Helsinki        | Finlandia  | Veikkausliiga | 24    | 0      |
| 2011    | HJK Helsinki        | Finlandia  | Veikkausliiga | 17    | 1      |
| 2011/12 | BSC Young Boys      | Szwajcaria | Super League  | 11    | 0      |
| 2012/13 | BSC Young Boys      | Szwajcaria | Super League  | 12    | 0      |
| 2012/13 | Terek Grozny        | Rosja      | Priemjer-Liga | 3     | 0      |
| 2013/14 | Terek Grozny        | Rosja      | Priemjer-Liga | 20    | 0      |
| 2014/15 | Terek Grozny        | Rosja      | Priemjer-Liga | 1     | 0      |
| 2015    | HJK Helsinki (wyp.) | Finlandia  | Veikkausliiga | 4     | 0      |
| 2016    | SJK                 | Finlandia  | Veikkausliiga | 9     | 0      |
| 2017    | BK Häcken           | Szwecja    | Allsvenskan   | 23    | 3      |
| 2018    | BK Häcken           | Szwecja    | Allsvenskan   | 6     | 0      |
| 2019    | BK Häcken           | Szwecja    | Allsvenskan   | 3     | 1      |
| 2019/20 | Vejle BK            | Dania      | 1. division   | 22    | 2      |
| 2020/21 | Vejle BK            | Dania      | Superligaen   | 23    | 1      |

Stan na: 29 lipca 2021

## Kariera reprezentacyjna
W swojej karierze Ojala występował w młodzieżowych reprezentacjach Finlandii. W dorosłej reprezentacji zadebiutował 15 listopada 2011 w przegranym 1:2 towarzyskim meczu z Danią.